# Геати

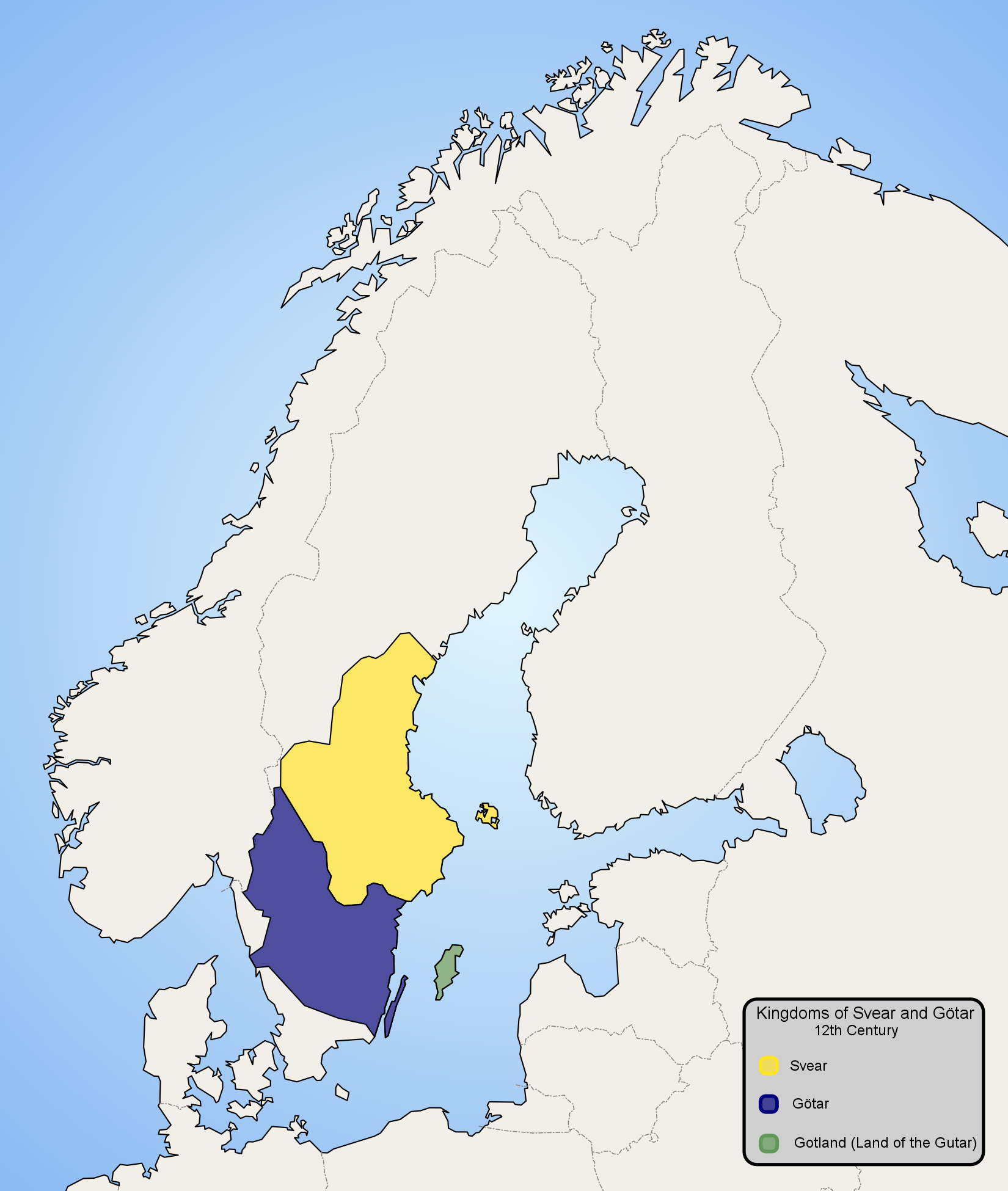
Швеція у IX столітті.
Свеї
Геати
Гути

Геати (гаути, гети; швед. götar, göter) — давньогерманське плем'я, що з II століття до н. е. до межі 1 та 2 тисячоліття населяло південну частину Скандинавського півострова. Разом зі свеями сформували шведську націю.
Назву «Гети» можна зустріти у назвах шведських провінцій Östergötland та Västergötland, та в назвах багатьох інших топонімів.

## Історія

### Найперші згадки
Найраніша згадка про Геатів з'являється у Птолемея (2 століття н. е.), який називає їх Goutai, Йордан пише про Gautigoths та Ostrogoths, норвезькі саги знають їх, як gautar, Беовульф та Відсід знають їх як gēatas.

### Етимологія
Сучасна англійська форма Geat (давньоанглійське Geatas, від протогерманського *Gautaz, множина *Gautōz) споріднена, хоча й не ідентично, із етимологією назви племені Готів (*Gutô, множина *Gutaniz) та ці дві назви виводяться від протогерманського слова *geutaną, що означає «лити».
Інша теорія щодо слова Gautigoths говорить, що воно позначає Готів, які живуть біля річки Gaut, сучасна Гета-Ельв (давньоісландською та ранньошведською Gautelfr). Етимологія слова Gaut виводиться від протогерманського слова *geutan, а розширене значення «лити» це «поток, водоспад», а це може стосуватися Тролльгеттану, або самої річки.
Коротка форма назви Gautigoths Давньоскандинавською мовою була Gautar та вона вперше згадується в деяких ісландських сагах стосовно мешканців Вестерйотланда.

### Рання історія
Беовульф та саги згадують декількох геатських королів, але тільки щодо Гіґелака є підтвердження в Liber Monstrorum, де його названо «Rex Getarum», та в копії Historiae Francorum, де його названо «Rege Gotorum». Ці твори згадують рейд у Фризію приблизно 516 року, що також описано у Беовульфі. Після декількох десятиліть після цих подій Йордан опише Геатів як націю, яка була «хоробра та швидко вела війну».
До об'єднання Швеції геати були політично незалежні від свеїв (давньоанглійською Sweonas).
Базуючись на малій кількості ранніх середньовічних джерел та на тому факті, що геати пізніше стали частиною Швеції, традиційно вважається, що вони були насильницьким шляхом інкорпоровані свеями. Історія в Беовульфі зокрема каже, що гетський король допомагав Свею отримати престол.
Сьогодні історики дотримуються думки, що середньовічне королівство Швеція було створено як союз, щоби протистояти іноземним силам, головним чином данам. За Куртом Вейбуллом, геати були остаточно інтегровані в Шведське королівство близько 1000 року, але згідно з іншими, це сталося біля IX ст., а можливо ще раніше — у VI. Факт того, що деякі джерела не згадують Геатів, каже про те, що королівство Геатів не існувало у IX ст.

### Епоха вікінгів
У сазі Heimskringla, Сноррі Стурлусон пише про декілька битв між норвежцями та Геатами. Він пише, що у IX ст. були битви між Геатами та норвезьким королем Гаральдом під час його кампанії в Геталанді. Він також пише про експедицію Гокона I в Геталанд та битву Гаральда I Гормсона проти Ярла Оттара зі східного Геталанду, та про битву Олафа II з Гетами під час його війни з Улофом III.

### Середні віки
Геати традиційно ділитися на декілька малих королівств, або районів, у яких були свої власні тінґи та закони. Найбільший з цих районів був Västergötland та кожного року там відбувався Тінґ усіх гетів (шв. Alla götars ting) околицях Скари.